# Arcas (Macedo de Cavaleiros)
Arcas es una freguesia portuguesa del municipio de Macedo de Cavaleiros, con 23,12 km² de superficie y 389 habitantes (2001). Su densidad de población es de 16,8 hab/km².